# Paseo de Sancha
El Paseo de Sancha es una vía que discurre en sentido oeste-este por los distritos Centro y Este de la ciudad andaluza de Málaga, España. Se trata de una importante vía de comunicación entre el centro y la zona oriental de la ciudad que transcurre por la estrecha franja de terreno entre la ladera del monte Sancha y el mar a lo largo de unos 750 metros hasta el arroyo de la Caleta.

## Origen del nombre
La operación más decisiva en la urbanización de la zona del Paseo de Sancha fue la llevada a cabo a partir de finales de los años setenta del siglo XIX por el ingeniero madrileño José María de Sancha, que trabajó en Málaga entre 1867 y 1887. Este creó en 1879 la Sociedad "José Mª de Sancha y Compañía" que adquirió a Francisco Mitjana la hacienda El Platero, un amplio terreno entre la Avenida de Pries y el antiguo Camino Nuevo. La Sociedad urbanizó el sector que fue ocupado por casas unifamiliares ajardinadas. En 1887 varios propietarios y vecinos del lugar solicitaron al municipio que se designara con el nombre de Paseo de Sancha, por el que ya era conocido.

## Historia
A partir de mediados del siglo XIX hay numerosas solicitudes para construir viviendas en el Paseo de Reding. Se trataba fundamentalmente de sencillas casas de dos plantas con carácter pequeño burgués y popular de las que ya no queda ningún ejemplo. Los inmuebles del Paseo de Reding dieron el impulso definitivo a esta zona a partir de la década de los años 70 del siglo XIX cuando intervino, entre otros, el arquitecto Gerónimo Cuervo con la construcción de un grupo de viviendas unifamiliares de diseño y tipología unitaria, que se han constituido con el paso del tiempo como estructuras representativas de la organización urbana de ese sector. En paralelo se irá produciendo la colmatación de los otros espacios, Avenida de Príes, el Paseo de Sancha y la Avenida Pintor Sorolla. La participación de arquitectos como Joaquín de Rucoba, Gerónimo Cuervo, Julio O'Brien, José María de Sancha y Fernando Guerrero Strachan pone de manifiesto el deseo de la burguesía más adinerada de contar con los arquitectos más destacados del período para llevar a cabo su segunda residencia, que será uno de los elementos emblemáticos que pulsarán para subrayar las diferencias de su estatus económico y social. En ocasiones quedan vestigios de inmuebles ya desaparecidos, como la Hacienda Giró de mediados del siglo XIX, situada junto a la Fuente de Reding, de la que solamente se conserva el muro de contención.

## Edificios notables

### N.º 11
Es una villa construida hacia 1930 de planta baja más una altura, con torre-galería y terraza. Responde al concepto de villa, con cierres de madera de carácter colonial, notables guarnecidos de portadas y con abundancia de elementos heráldicos. La presencia de una torre-galería se completa con el uso de placas recortadas en las esquinas y con los remates de las ventanas de pináculos con bolas, ambos reinterpretaciones de la ornamentación del manierismo y del barroco. Debemos destacar la torre-galería, cuya presencia remite a los modelos de la arquitectura doméstica de la Edad Moderna ahora concebidos de un modo monumental. Además aparecen otros elementos interesantes, como el mirador de madera o el jardín en el que se inserta la villa.

### Escuela Superior de Turismo Costa del Sol
Inmueble situado en el número 13, de planta baja más dos alturas. La fachada presenta un interesante ritmo de dos cuerpos a modo de antepechos que destacan del cuerpo central, éste se encuentra decorado con elementos más clásicos. Ambos cuerpos se articulan mediante grandes ventanales con rejería en planta baja y pretiles en la primera, recorridos por molduras que enmarcan los vanos. Se rematan con balaustrada. Está adosado por detrás al monte Sancha. Ofrece una depuración del eclecticismo y se integra levemente en un modernismo más geométrico que será el más abundante en la ciudad.
Debemos destacar el juego de volúmenes de la fachada, los tejados a dos aguas y la reinterpretación de elementos clásicos, como los arcos del acceso principal o las pilastras en todo el alzado. La tipología del hotel caracterizó gran parte de la arquitectura del contexto urbano del Paseo de Sancha y el Limonar, siendo este ejemplo uno de los mejores conservados.

### La Bougainvillea
Este inmueble del número 27, de una gran complejidad constructiva y bastante transformado en planta baja, presenta dos unidades bien diferenciadas, la primera contiene elementos neomudéjares y su fachada se desarrolla a dos alturas con cinco vanos de medio punto, a excepción del central de la planta inferior de acceso, que es más ancho y rebajado. Además, destaca el uso de materiales como el ladrillo y la cerámica.

### Nos. 34, 36 y 38

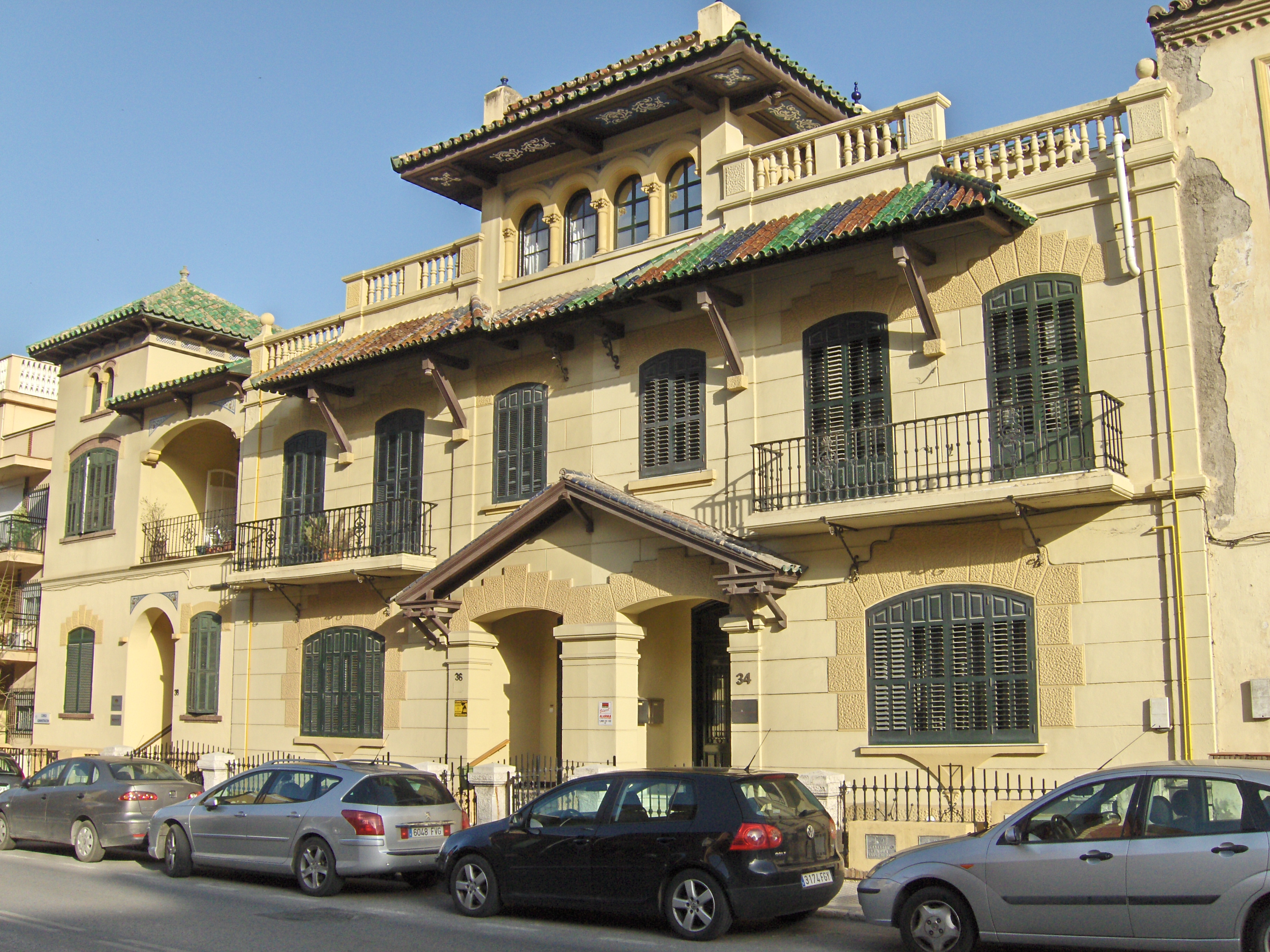
Nos. 34 y 36

Son tres inmuebles construidos por el arquitecto Fernando Guerrero Strachan. Las casas señaladas con los números 34 y 36, alzadas sobre zócalo de piedra en el que se abren ventanas con dintel curvo del semisótano, componen su fachada entre pilastras almohadilladas. En el bajo hay dos ventanas, flanqueando la puerta geminada, con embocaduras imitando sillares rústicos de piedra en forma de arquillos rebajados sobre pilares que se resguarda por un tejadillo a doble vertiente sobre tornapuntas de madera. En el piso superior, dos ventanas de proporción muy alargada, se disponen entre dos volados balcones sobre tornapuntas de hierro, abarcando cada uno dos vanos de las mismas características, simulándose en ellos el despiece de las dovelas. Estos huecos se protegen con alero muy volado sobre canes y vigas de madera, apeadas en tornapuntas de madera y de hierro y con tejado a tres vertientes. Una torrecilla rectangular con galería de arco de medio punto y con cerámica en las enjutas sobre columnillas, está flanqueada por la balaustrada escalonada de la terraza, y se remata por un volado alero con decoración pintada sobre canes de madera. Sobre el escalonamiento del tejado se alzan pequeños pilares rematados por bolas.
La casa núm. 38, elevada sobre zócalo granulado de poco más de un metro de altura al que se abren las ventanas rebajadas del semisótano, muestra una puerta de entrada de medio punto con cerámica en las enjutas, protegida por guardapolvos sobre tornapuntas (desaparecidos recientemente). A cada lado hay una ventana de arco rebajado en el que se imita el despiece de las dovelas. En la primera planta, una terraza, cubierta con un arco de medio punto rebajado sobre impostas que mueren en el muro y con las enjutas decoradas con cerámica, es rematada por un alero sobre escuadras. A su izquierda, en la torre de proporciones rectangulares, se abre una ventana con la rosca del arco y alféizar de ladrillo y sobre ésta en cada uno de sus frentes hay ventanas geminadas de arquillos de ladrillo y separados por una fina columna. Tangente a los arquillos hay una moldura de madera sobre la que están colocados paneles de cerámica entre los canes que vuelan el alero. El lateral izquierdo de la torre se continúa en un cuerpo saliente de menos altura, que se une a otro retranqueado y con el mismo tipo de vanos.

### Nos. 37, 39 y 41

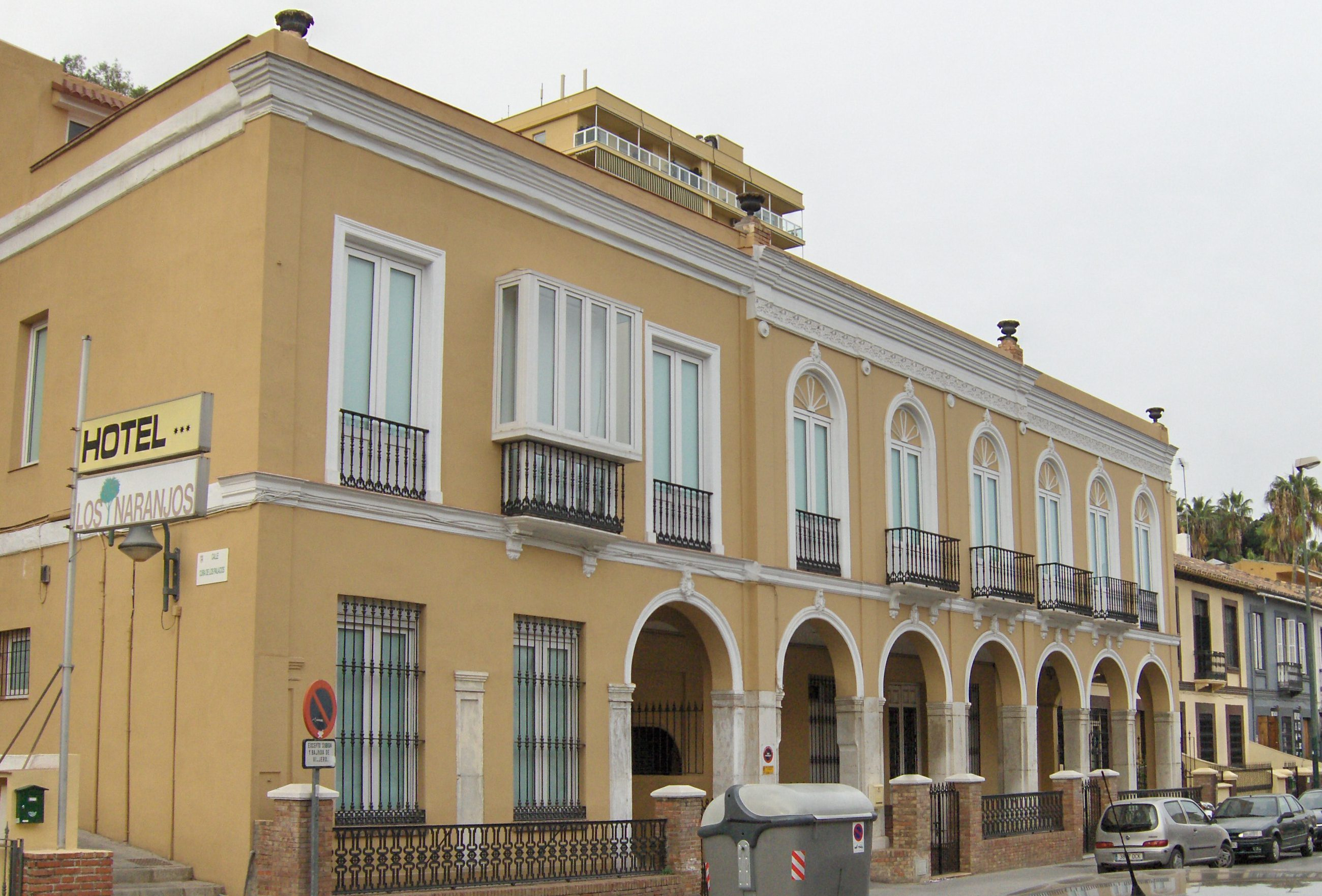
Nos. 37, 39 y 41

Son tres inmuebles de planta baja más una altura. La planta baja presenta dos ventanas con rejas de hierro fundido y una galería, de siete arcos de medio punto con moldura vegetal de yeso en la parte central, que descansa sobre pilares. La primera planta tiene tres vanos a la izquierda, los laterales son ventanas con pretiles de hierro fundido recercadas por molduras, mientras que la central tiene un balcón sobre ménsulas con mirador de madera. Los seis vanos restantes presentan ventanas recercadas con una moldura que repite el motivo del arco de medio punto de la planta baja. Las laterales tienen pretiles de hierro fundido y el resto balcones del mismo material sobre ménsulas. Una cornisa moldurada da paso a una terraza sobre el tejado.

### Antigua Villa San Carlos
Esta villa fue construida por el arquitecto Fernando Guerrero Strachan en el número 42. La fachada se compone simétricamente, con predomino de la línea horizontal compensado con directrices marcadas por pilastras y pilares de sillería isódoma. Ocupa el centro un pabellón saliente sobre pilares almohadillados. A ambos lados presenta terrazas curvas y remate en horizontal de un cuerpo sobre columna exenta en ángulo. El arco de ingreso, deprimido, presenta la clave resaltada con placa vegetal carnosa. Los huecos del piso bajo son de proporción rectangular, coronándose el central por sillares de piedra dispuestos escalonadamente y los laterales por frontones curvos con la clave resaltada, quedando cobijados los más cercanos al eje central por los arcos que sostienen las terrazas y que van a morir sin solución de continuidad en el muro sobre impostas, bajo las que hay placas de carnosa vegetación.
En los cuerpos laterales se abren puertas a una terraza formada por dos arcos de medio punto con decoración vegetal estucada en las enjutas, apoyados sobre columnas con capiteles floreados y exentas las de los ángulos. En el piso principal, separado por imposta, el mirador central muestra una galería de arquillos de medio punto sobre columnas con capiteles jónicos, con la clave resaltada y con yeserías carnosas en las enjutas. Se remata por un ático con rectángulo moldurado en su frente que se continúa por las fachadas laterales y sobre los pilares. Los vanos laterales quedan enmarcados, en su parte alta por dinteles rotos en su base, sobre los que corre, como culminación de este cuerpo, una volada cornisa a la que asoman las tejas curvas de cerámica vidriada, siendo menos volada la que corona los flancos laterales. Las fachadas laterales tienen bajo y dos pisos, en el primero hay un balconcillo de medio punto y, en eje con él, en el segundo piso de arco rebajado; el resto de la fachada se sitúa en un plano más adelantado.

### Villa Cele María

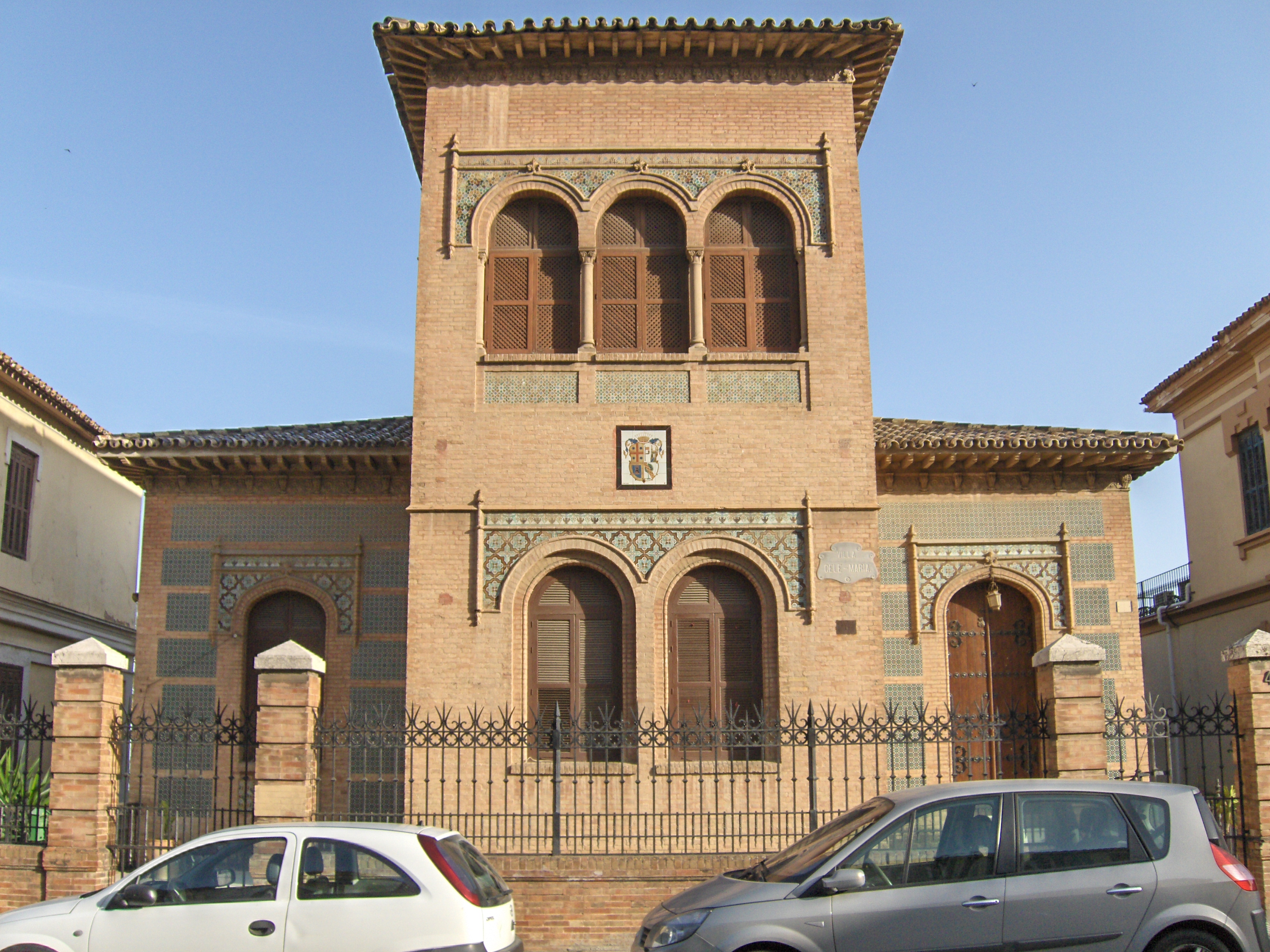
Villa Cele María

Villa construida por el ingeniero José María de Sancha en el  número 44. Inmueble de planta baja más una altura. Es de planta de cruz griega. En alzado son dos edificios maclados. La puerta de entrada, situada a la derecha, es de arco ligeramente apuntado, enmarcada por alfiz cuyas enjutas están decoradas con cerámica polícroma. En las crujías laterales el paramento se halla recubierto por paneles de cerámica. El resto de los vanos del bajo son ventanas de medio punto, geminada la del frente del cuerpo central y con alfiz común y el mismo tipo de cerámica que en la puerta. Sobre esta ventana doble se encuentra el escudo de la marquesa del Vall, a quien perteneció la casa.
En la fachada lateral de la crujía derecha hay una amplia ventana, compuesta por cuatro arcos de medio punto sobre columnas iguales a las del principal, flanqueada por otras dos ventanas aisladas. Se rematan estos cuerpos laterales por un alero volado sobre canes de madera bajo el que corre un friso estucado y con cubierta de cerámica vidriada a tres vertientes. En el frente del cuerpo central hay una ventana con tres arcos de medio punto peraltado sobre columnillas, con capitel de talla muy plana, que presenta el antepecho con paneles de cerámica formando estrellas de ocho puntas y alfiz común, la misma cerámica que en las ventanas de las fachadas laterales, donde hay una galería de arquillos de medio punto en número de siete. Todos los huecos se cierran con bellas celosías de madera. Se remata con un alero sobre canes de madera bajo el que corre un friso estucado, distinto al de remate de los cuerpos más bajos, y con tejado de cerámica vidriada de color marrón y beige a cuatro aguas. El frente de la fachada posterior muestra en la parte alta una ventana con alfiz y cerámica, habiendo sufrido transformaciones.

### N.º 43 y 45

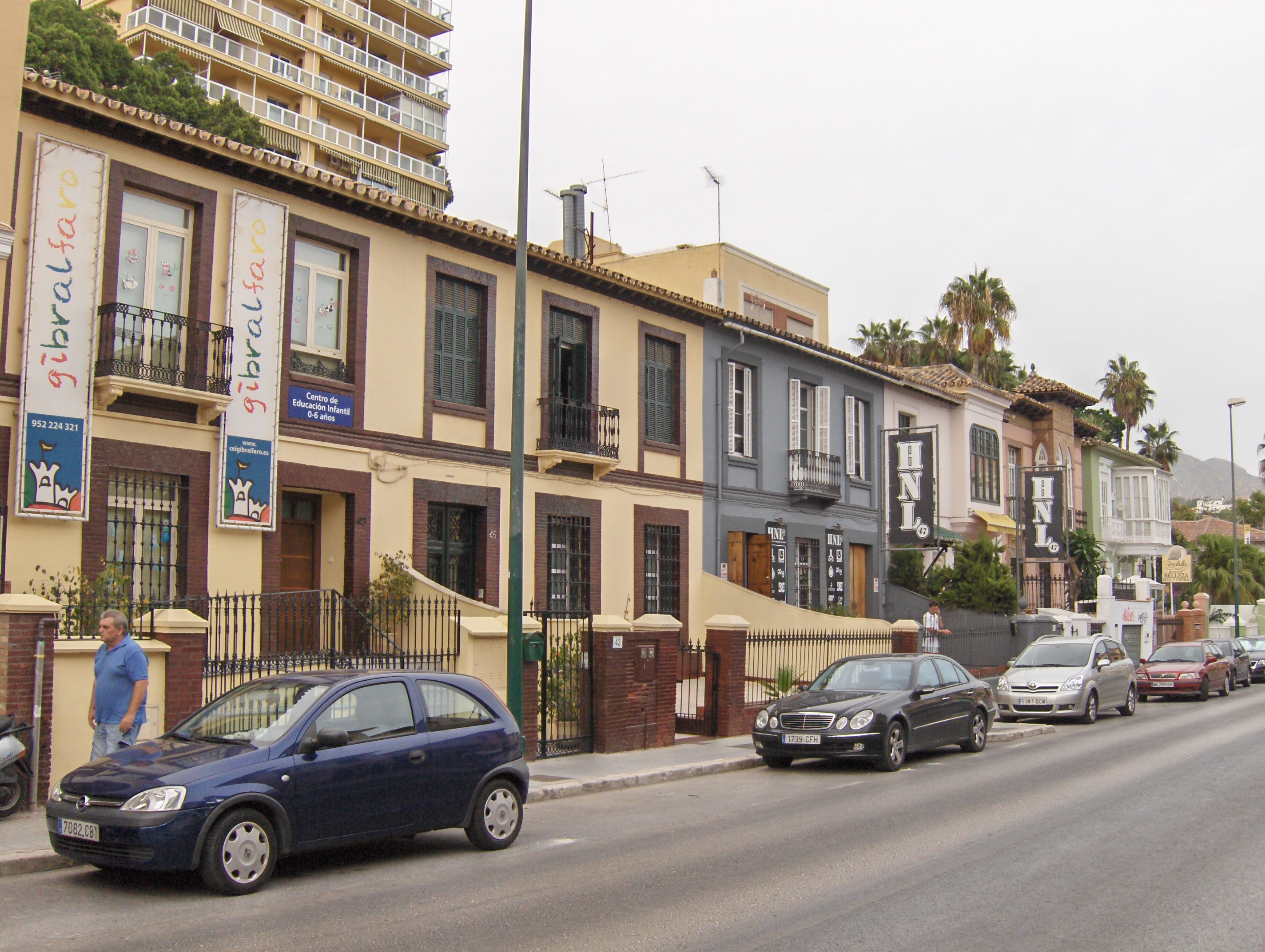
N.º 43, 45 y 47

Son dos inmuebles de planta baja más una altura. Un muro bajo con una reja los separa de la calle. Se organiza en seis calles, cuyos vanos son coincidentes, ofreciendo una composición ordenada. El número 43 presenta tres vanos en la planta baja, el de la derecha es el acceso al inmueble, el resto son ventanas con rejas de hierro fundido. En la primera planta hay dos ventanas laterales y un balcón central con pretil de hierro fundido sobre ménsulas. Todas los huecos de las ventanas están recercados por una hilera de ladrillo de color oscuro que contrasta con el ocre del resto de la fachada. Esta misma organización se repite en el número 45, cambiando únicamente el acceso al inmueble que en este caso está situado en el vano de la izquierda. Una cornisa con canes de madera sostiene el tejado a dos aguas con teja de cerámica.

### N.º 47
Inmueble de planta baja más una altura. Un muro bajo con una reja separa el inmueble de la calle. El edificio se organiza en tres calles, cuyos vanos son coincidentes, ofreciendo una composición ordenada. La planta baja presenta tres vanos sobre un zócalo de ladrillo: los laterales son puertas que dan acceso al bajo comercial y al piso superior, mientras que el central es una ventana con reja de hierro fundido. Una sencilla cornisa separa de la primera planta la cual se organiza mediante dos ventanas laterales y un balcón central con pretil de hierro fundido sobre ménsulas. Todas los huecos están recercados por una hilera de ladrillo de color blanco que contrasta con el color salmón del resto de la fachada. Una cornisa con canes de madera sostiene el tejado a dos aguas con teja de cerámica.

### N.º 49
Vivienda de planta baja más una altura. Una pequeña verja de hierro permite el acceso a un pequeño porche que se dispone delante de la villa, característica de las villas de esta zona. Este porche ha sido modificado con la construcción de un aparcamiento cubierto situado en la mitad derecha. La fachada se organiza en dos calles. En planta baja, se dispone el acceso a la vivienda situado en la calle izquierda, con recercado de ladrillo y cubierto por un pequeño tejado de cerámica; mientras que en la calle derecha se disponen dos vanos, probablemente fruto de una reforma posterior. En la primera planta se disponen un vano recercado con una simple moldura y balcón de hierro sobre ménsulas, a la izquierda, y un mirador de obra que sobresale del plano de la fachada, a la derecha.

### Villa Amalia
Inmueble de planta baja más una altura en el número 46. Una verja de hierro lo separa de la calle. La villa se organiza a través de distintos volúmenes ubicados en diferentes planos, generando una cadencia muy significativa. En la planta baja, la portada principal está flanqueada por cuatro columnas de mármol con capiteles corintios que sostienen el cuerpo saliente de la planta superior. Este cuerpo presenta una ventana cuyo antepecho se decora con motivos vegetales. La planta baja se completa con tres vanos de distintas dimensiones coronados por ménsulas estriadas. La primera planta se formaliza mediante el uso de ventanas laterales precedidas de balcones de hierro fundido que apoyan sobre las ménsulas del piso inferior. Una cornisa con canes de madera sostiene el tejado de cerámica a dos aguas.

### N.º 48

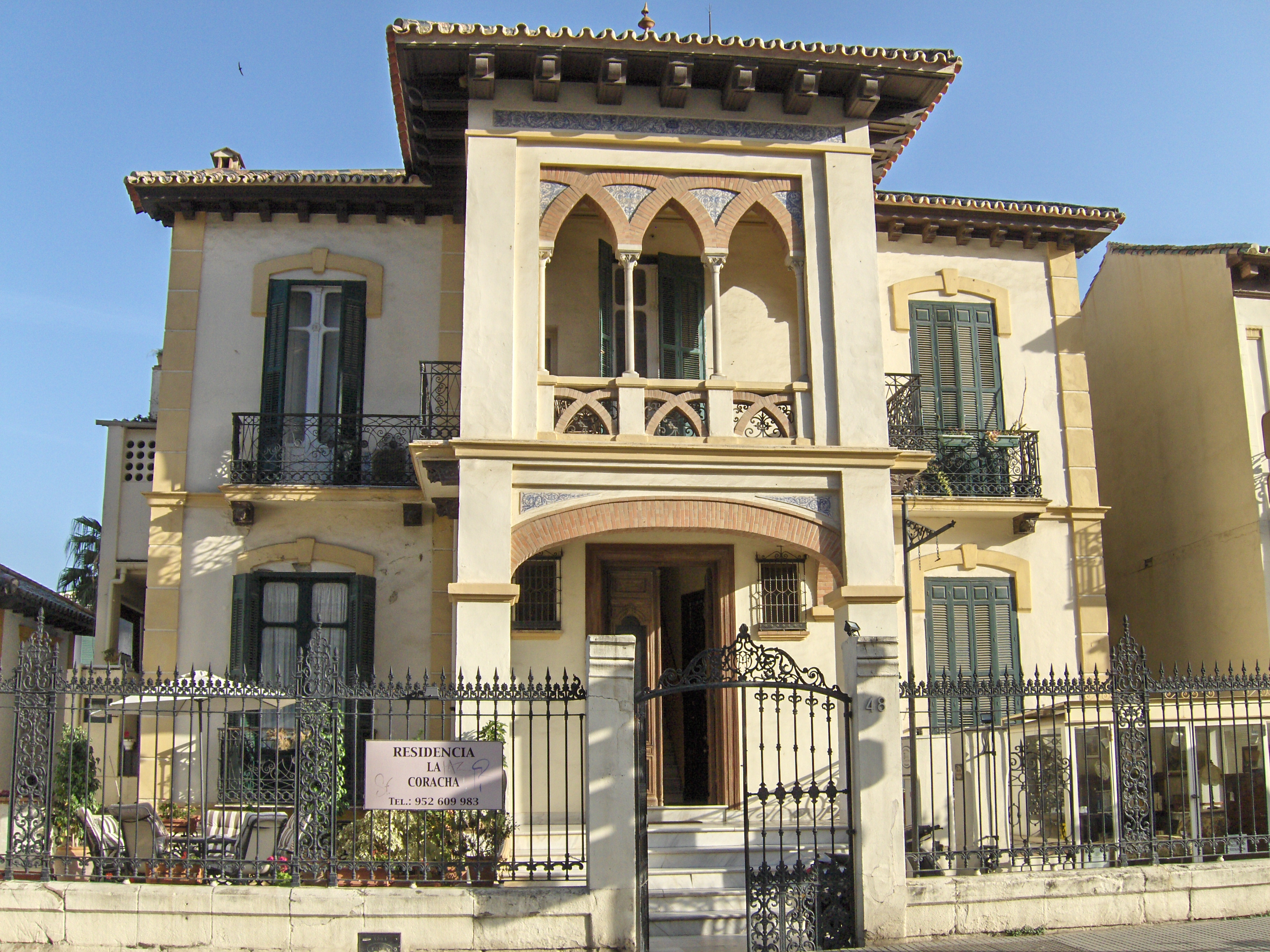
N.º 48

Esta villa fue construida por el arquitecto Fernando Guerrero Strachan. Presenta un cuerpo central, a modo de pórtico en el bajo, formado por un arco rebajado de ladrillo apoyando en pilares, con decoración de cerámica en las enjutas, que se adelanta al resto de la fachada, presentando total simetría en la distribución de macizos y vanos. Sobre él hay una terraza cubierta, con arcos apuntados constituidos por el entrecruzamiento de otros de medio punto, apoyando en delgadas columnas con capitel ecléctico situadas sobre los pilares de la baranda, donde alternan el hierro con los arcos entrecruzados, sobre los que corre un friso de cerámica. Los vanos adintelados laterales, con volada rejería, se rematan por una especie de frontón curvo con la clave resaltada, quedando éste suspendido. Las esquinas están reforzadas por bloques de piedra regularmente tallados. Como remate del edificio hay un volado alero sobre canes de madera que se cubre con tejas curvas de color verde.

### Villa Carmen
En esta villa del número 51 la fachada es asimétrica al romperse el eje cierro-portada, apareciendo ésta en el lateral derecho, probablemente por un acomodamiento posterior de la vivienda. En ella se combinan pormenores decorativos platerescos y mudéjares, resaltando sobre el paramento enlucido hiladas de ladrillo. En la planta baja, con zócalo de obra, hay uniformidad de huecos los cuales son adintelados y encajados en marcos de ladrillo. Los laterales apoyan sobre dos ménsulas cuadrangulares con decoración demasiado recia para la ligereza del balcón que sostienen, disponiéndose entre ellas un medallón con cabeza entre «ces» acostadas. Sobre el central apoya la peana del cierro, de bella línea deprimida, decorada con amplia cartela flanqueada por ramas. En el piso superior los sencillos balcones laterales quedan anulados por el empaque del cierro, el cual es de ladrillo, muy volado, con dos vanos frontales apuntados formados por el entrecruzamiento de otros más amplios de medio punto entre los que se modelan menudos pormenores vegetales. Se corona con un friso de círculos concéntricos enlazados y sobre éste en la parte central, otro que partido por la curva de un arco escarzano, cobija un medallón con cabeza, extendiéndose los roleos platerescos por su superficie. En los laterales, el friso de círculos sirve de base al alero volado sobre ménsulas atriglifadas que corona la fachada. El cuerpo central queda ligeramente elevado con respecto a los laterales por la presencia del doble friso que presta mayor gracia al conjunto.

### N.º 53

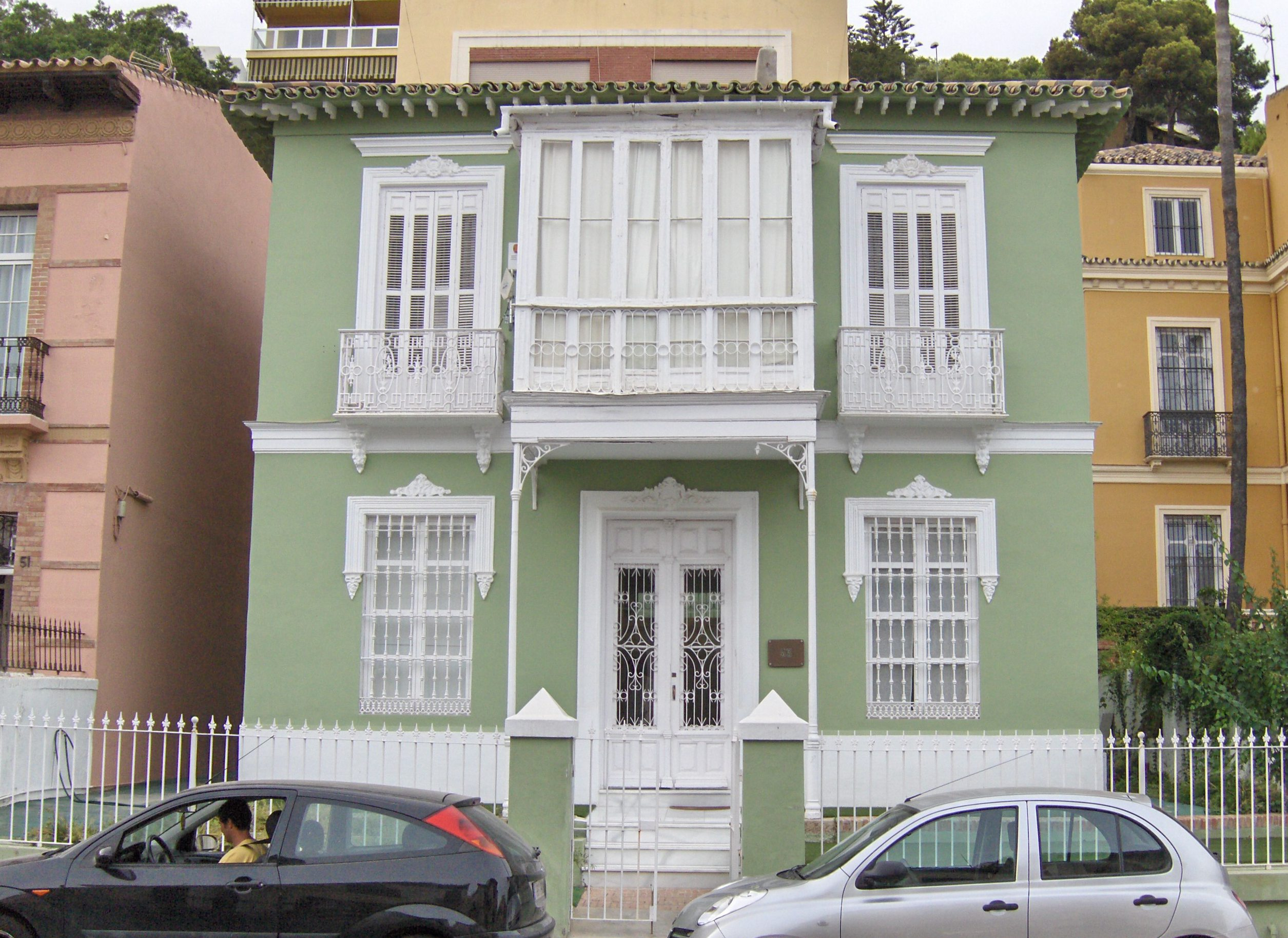
N.º 53

Inmueble de planta baja más una, separado de la vía por una sencilla verja de hierro. El edificio se organiza en dos calles en eje, ofreciendo una composición ordenada. El acceso se realiza mediante una escalinata que lleva hasta la puerta. Las ventanas laterales son de hierro fundido, rematadas por un sobredintel, con decoración floral en el centro y en los extremos. Una línea de imposta separa la primera planta, en la que destaca el mirador de madera y cristal que descansa sobre una estructura de finas columnas de hierro fundido que hace las veces de porche. A los lados se disponen dos balcones de magnífica estructura calada en hierro que apoyan en dos ménsulas vegetales. Se cubre con tejado de cerámica.

### N.º 55

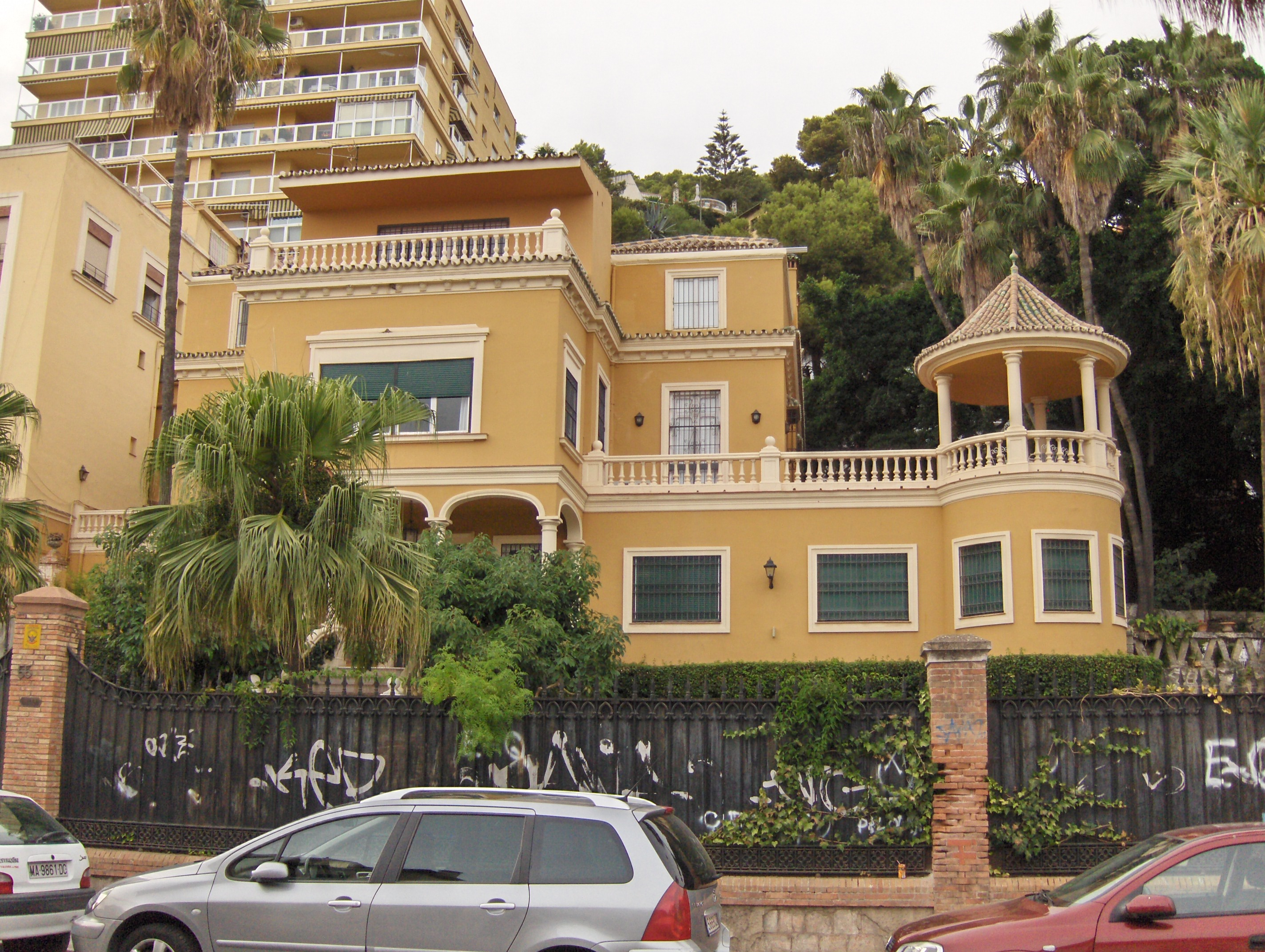
N.º 55

Inmueble de planta baja más dos y con un muro bajo con verja de hierro separando la parcela de la calle. El inmueble, que se inserta en un amplio jardín, presenta una galería de tres arcos escarzanos sobre columnas dóricas que sirve de acceso a la vivienda. El resto de la planta baja tiene ventanas recercadas con molduras. Una cornisa blanca separa la planta baja de la primera. Las dos siguientes plantas se organizan a través de un volumen central en el que se abre una ventana doble en el primer piso y, tras una cornisa con alerón, una terraza abalaustrada da paso al segundo piso. A la derecha hay una amplia terraza con balaustrada que se remata en cuerpo circular a modo de templete, cubierto por un tejado hexagonal de cerámica sobre columnas de orden dórico; mientras que a la izquierda se dispone otra terraza con balaustrada más pequeña. Retrasadas respecto al volumen central, las alas laterales del edificio se organizan en dos alturas con ventanas recercadas por una moldura y separadas por cornisas con alerones. El edificio se cubre con tejado de cerámica.

### Villa María

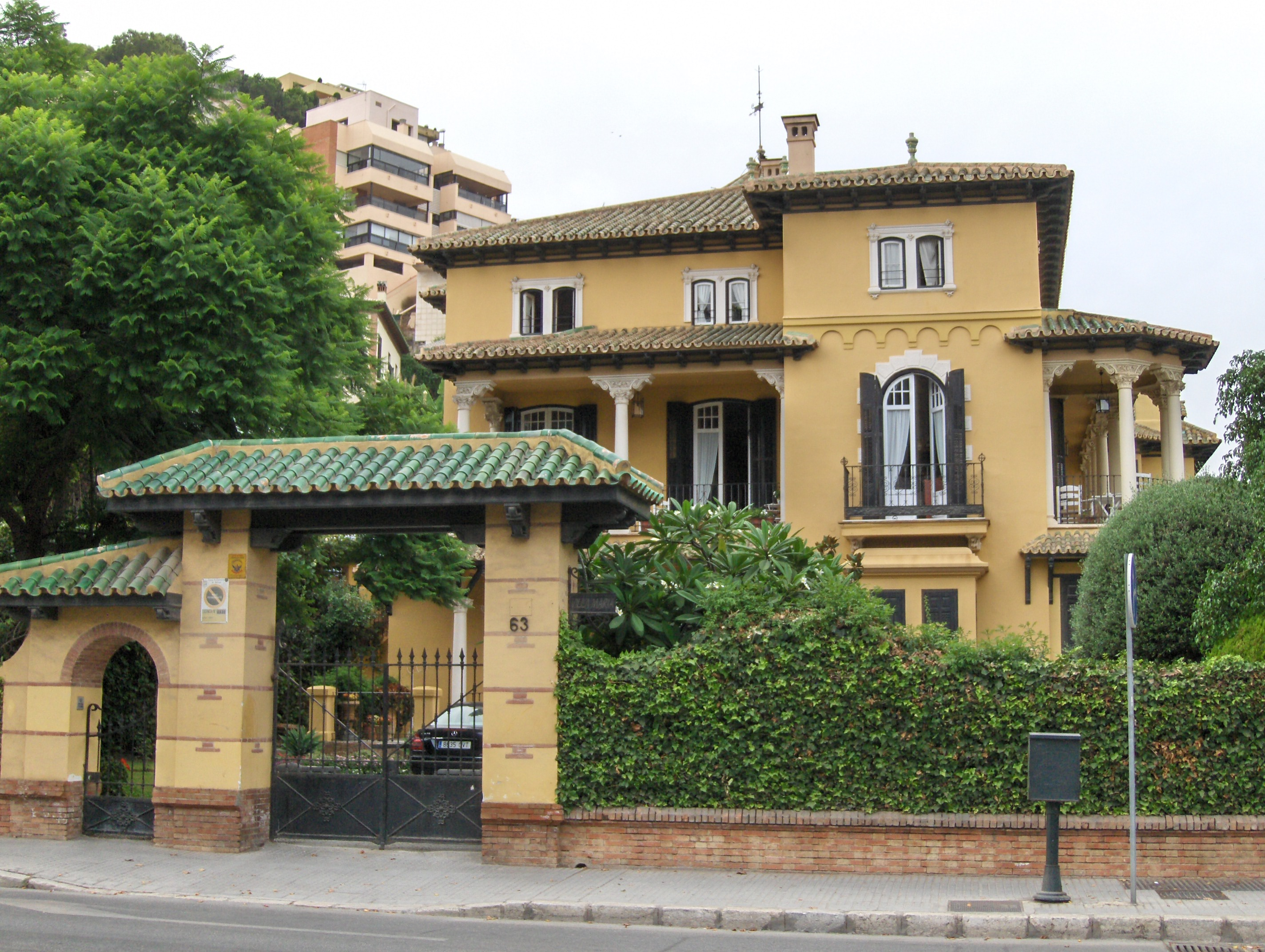
Villa María

Construida en el número 63 por el arquitecto Fernando Guerrero Strachan, el edificio, con zócalo de ladrillo, presenta las fachadas totalmente asimétricas. La fachada principal orientada al Sur se compone de dos planos, la puerta de entrada está situada a la izquierda, es adintelada y a su lado se sitúa una ventana de arco rebajado, quedando ambas cobijadas por un tejado sobre columnas que cubre el porche. A la derecha, en el cuerpo saliente, se dispone un cierro, sobremontado en el primer piso por un balcón de medio punto volado sobre ménsulas, con embocadura imitando sillares de piedra, rematado por una galería de arquillos ciegos que corre bajo la cornisa. A plomo con las columnas del bajo, hay otras dos exentas y otras dos adosadas, situadas entre el pretil de hierro de la terraza, sosteniendo sobre sus grutescos capiteles, zapatas de madera, en las que descansa la viga que vuela el tejado. En el ático se dispone un cuerpo de ventanas geminadas, encajadas entre pilastras cajeadas con capiteles jónicos, que se remata por un volado alero sobre canes de madera cubierto con tejado a cuatro aguas. La unión con la fachada oriental se hace en el bajo mediante un cuerpo poligonal con grandes ventanales rematados por alero sobre tornapuntas. Hacia la derecha continúa una galería de arcos rebajados sobre columnas, con las enjutas decoradas con motivos estucados.
Siguiendo las directrices marcadas por este piso, los vanos del primero se abren a una terraza con columnas que sostienen las zapatas en las que apea la viga que vuela el tejado y al que asoman las ventanas del ático. Un pequeño chaflán con una ventana alargada, adintelada y con un cuerpecillo en forma de paralepípedo, marcan la transición al volado balcón situado en el extremo de esta fachada, el cual es cobijado por el alero corrido, abriéndose en el tejado una buhardilla con tejadillo a doble vertiente.
Lo más interesante de la fachada posterior es un pequeño pórtico, con un arco de medio punto en dos de sus caras, cubierto por alero sobre escuadras de madera con pinjantes. El tránsito a la fachada lateral izquierda se efectúa mediante una torre octogonal, coronada por volado alero sobre escuadras de madera entre las que hay molduras rectangulares del mismo material y, bajo éstas, otra galería de arquillos ciegos. Esta fachada se compone con un cuerpo saliente donde existe una ventana con dintel curvo rematado por cornisa, apoyada en capiteles sobre pilastras cajeadas y sobremontada por un balcón de arco rebajado que se abre a una escalera volada y que comunica con la puerta que da al Camino Nuevo.